# Hendrik Verhoeff
Hendrik Verhoeff (rond 1645 – Utrecht, 27 juni 1710) was een Haags-Voorburgse zilversmid en schutter die een rol speelde bij de moord op Cornelis en Johan de Witt op 20 augustus 1672.

## Levensloop
Hij was een zoon van Jan Pleunen Verhoeff en Emmigje Jans van Linden. Zijn vader was 'pannenbacker'. Hij had een oudere broer, Jan Jansz. Verhoeff, waarvan nog steeds nazaten leven. Zijn oudere broer stierf in 1674.
In augustus 1672 woonde hij in Den Haag op de Vogelmarkt, aan het eind van de School- en de Vlamingstraat bij Dagelijkse Groenmarkt. Verhoeff was lid van het blauwe vendel van de schutterij en werd gezien als de informele leider van de hele schutterij van Den Haag. Op de ochtend van de 20e augustus had hij op zijn knieën aan de Heer gezworen dat hij de gebroeders De Witt zou vermoorden.
's Ochtends viel hij binnen in een vergadering van de Haagse vroedschap. Daar liet hij geen twijfel over zijn bedoelingen. Rond vier uur 's middags viel hij met zijn schutters de Gevangenpoort binnen met als doel de gebroeders De Witt die zich daar bevonden weg te leiden naar het Groene Zoodje waar zij gefusilleerd konden worden. Zo ver kwam het niet. De broers werden vlak buiten de Gevangenpoort door de schutters neergeslagen en neergeschoten en vervolgens op gruwelijke wijze verminkt.
's Avonds ging Hendrik Verhoeff op kroegentocht door een aantal Haagse kroegen, waar hij de die avond uit de lichamen van de broers gesneden harten overal liet zien.
Hij werd door stadhouder Willem III beloond met een jaargeld van 600 gulden.
Verhoeff kocht in 1675 in Voorburg het buitenhuis "In de Wereldt is veel Gevaer". Hij kreeg ruzie met de buurt toen hij het straatje naar de Vliet afsloot met een poort, waardoor de overige bewoners het water niet meer konden bereiken. Het leidde tot een rechtszaak bij het Hof van Holland. In 1681 verkocht hij noodgedwongen het huis.
Verhoeff slaagde er niet in op het rechte pad te blijven. In 1677 werd hij in Leiden na een geseling tot vijftig jaar rasphuis veroordeeld. In het rasphuis moesten de gevangenen tropisch hardhout raspen. Hij wist een keer te ontsnappen, maar na in Den Haag gearresteerd te zijn, werd hij weer teruggestuurd naar Leiden. De meeste mensen hielden een leven in het rasphuis niet lang vol.

### Tijd in Utrecht[4]
Vermoedelijk nog in hetzelfde jaar wist hij uit het Leidse rasphuis te ontkomen. Hij vluchtte naar Utrecht, waar hij zich als wapensnijder (graveur van familiewapens) vestigde. Hij zou nog 33 jaar blijven leven. In 1694 overleed zijn eerste vrouw. In het voorjaar van 1695 trad hij in Kortenhoef voor de tweede keer in het huwelijk met Dirckje van Schuur. Zes jaar later huwde hij op 20 september voor de derde keer met Aletta Degenaar. Hij woonde toen op de Neude. Met zijn derde vrouw kreeg hij tussen 1702 en 1708 vier kinderen. Hij overleed op 27 juni 1710, 38 jaar na de moord op Johan en Cornelis de Witt. Hij werd begraven in de Buurkerk in Utrecht.

## Recent onderzoek
Een boek en tijdschriftartikel van recentere datum werpen nieuw licht op de rol van Hendrik Verhoeff. In het artikel heet het: "Omdat er een ooggetuigenverslag van de zilversmid Hendrick Verhoeff bewaard is gebleven, krijgt hij doorgaans de hoofdrol onder de moordenaars toebedeeld. Maar hij blijkt slechts een medeplichtige te zijn geweest, die geen groot aandeel had in de moord zelf". Als feitelijke daders van de moord op Johan de Witt wijst het artikel, gebaseerd op uitgebreid archiefonderzoek, de volgende personen aan: luitenant-ter-zee Maerten van Valen als schutter, zijn zwager Pieter Verhagen, die een slag toebracht met de kolf van zijn musket, en een slager, Christoffel de Haen, die het karwei afmaakte met diverse messteken.

## Voetnoten
1. ↑  Ouders van Hendrik Verhoeff
2. ↑  anoniem, Gedenkwaerdige stukken, wegens Den moordt der Heeren Cornelis en Johan de Witt Dienende tot opheldering van 't Treurspel, genoemt de Haagsche Broedermoordt, of dolle blydschap. Schrijver is anoniem, doch vermeld wordt dat de afgedrukte stukken verzameld zijn door Gerard Brand. (jaartal onbekend) Volledige weergave via Google Books
3. ↑  Kees van der Leer (2000). Kastelen en buitenplaatsen in Zuid-Holland. Walburg Pers, Zutphen, "In de wereldt is veel gevaer te Voorburg", p. 245.
4. ↑  Deze paragraaf is gebaseerd op bladzijde 132 uit Prud'homme van Reine (2013)
5. ↑  Geschiedenis magazine, 2013, no. 6 (sept.)